# Lycorea discreta
Lycorea discreta är en fjärilsart som beskrevs av Richard Haensch 1909. Lycorea discreta ingår i släktet Lycorea och familjen praktfjärilar. Inga underarter finns listade i Catalogue of Life.